# Launceston Elliot

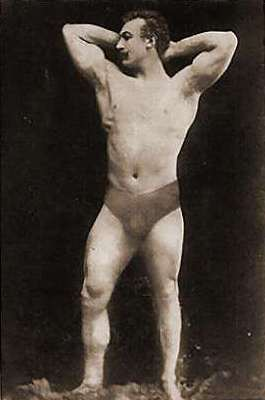
Launceston Elliot na pocztówce ok. 1910 r.

Launceston Elliot (ur. 9 czerwca 1874 w Bombaju, zm. 8 sierpnia 1930 w Melbourne) – szkocki sztangista, zapaśnik, gimnastyk i lekkoatleta, złoty medalista igrzysk olimpijskich w Atenach w 1896 w podnoszeniu ciężarów jednorącz i srebrny medalista w podnoszeniu ciężarów oburącz.

## Początki
Urodził się w Indiach. Był wnukiem Charlesa Elliota, dyplomaty, gubernatora Bermudów, Trynidadu oraz Świętej Heleny. W 1887 r. wrócił wraz z rodziną do Anglii, gdzie jego ojciec założył gospodarstwo rolne w Esseksie. Elliot zaczął trenować podnoszenie ciężarów pod okiem Eugena Sandowa. W styczniu 1891 r., w wieku zaledwie 16 lat, zwyciężył w zawodach zorganizowanych w Cafe Monico na Piccadilly w Londynie, które uważane są za pierwsze mistrzostwa Wielkiej Brytanii w podnoszeniu ciężarów. Trzy lata później został zwycięzcą zawodów rozegranych w Royal Aquarium w City of Westminster.

## Igrzyska olimpijskie w Atenach
W 1896 Elliot wystąpił na igrzyskach olimpijskich w Atenach. Pierwszą konkurencją było podnoszenie ciężarów oburącz. Elliot i Viggo Jensen podnieśli najwięcej – 111,5 kg, ale król Jerzy I Grecki przyznał pierwsze miejsce Duńczykowi, uznając, iż podnosił ciężary w lepszym stylu. Po proteście Brytyjczyków obaj sztangiści dostali kolejną próbę poprawienia swoich wyników, żadnemu jednak nie udało się podnieść większego ciężaru i ostatecznie zwycięzcą ogłoszono Jensena. Kolejną konkurencją rozegraną tego samego dnia było podnoszenie ciężarów jednorącz. Tym razem Elliot okazał się najlepszy, podnosząc 71,0 kg. Jensen, kontuzjowany podczas dźwigania oburącz, podniósł 57,0 kg i ostatecznie zajął drugie miejsce.
Elliot brał także udział w innych konkurencjach. W biegu na 100 metrów przybiegł na trzecim miejscu w swoim biegu eliminacyjnym i nie zakwalifikował się do finału. Z kolei w turnieju zapaśniczym przegrał w swojej pierwszej walce z późniejszym złotym medalistą, Carlem Schuhmannem. Podczas zawodów gimnastycznych zajął ostatnie, piąte miejsce w konkursie wspinaczki po linie.

## Dalsza kariera
Po igrzyskach w Atenach ustanowił kilka rekordów na mistrzostwach amatorów w 1899. Brał także udział w igrzyskach olimpijskich w Paryżu, gdzie zajął jedenaste miejsce w konkursie rzutu dyskiem (w 1900 w programie igrzysk nie było podnoszenia ciężarów). W 1905 roku przeszedł na zawodowstwo. Po zakończeniu kariery został rolnikiem, a w 1923 r. osiadł w Melbourne. Zmarł na nowotwór kręgosłupa 8 sierpnia 1930 r.